# Assembleia faunística

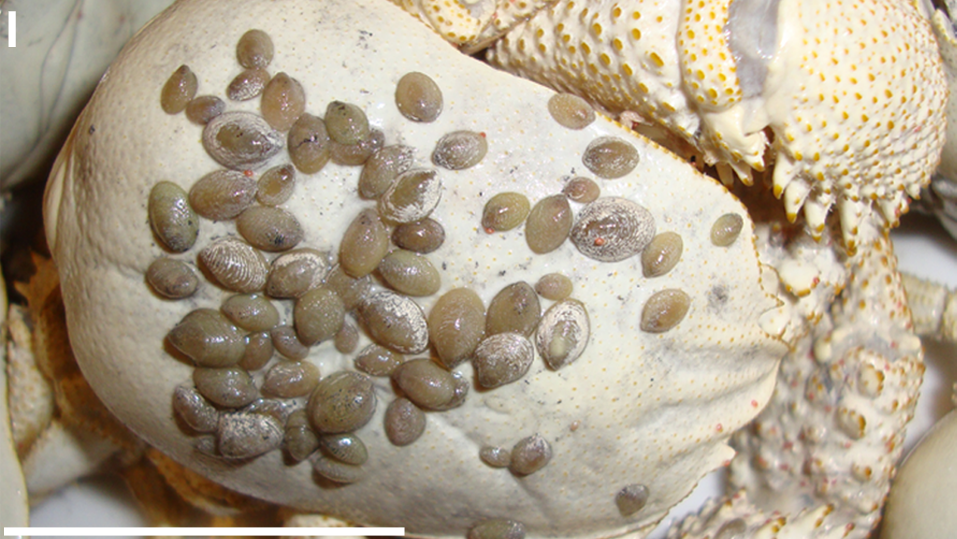
Microdistribuição de comunidades faunísticas em fontes hidrotermais profundas.

Em arqueologia e paleontologia, uma assembleia faunística é um grupo de fósseis animais associados encontrados juntos em um determinado estrato.